# Microporella discors
Microporella discors är en mossdjursart som beskrevs av Uttley och Bullivant 1972. Microporella discors ingår i släktet Microporella och familjen Microporellidae. Inga underarter finns listade i Catalogue of Life.